# Windows Server 2012 R2
Windows Server 2012 R2 je operační systém z řady Windows NT od společnosti Microsoft, vydaný v roce 2013. Windows Server 2012 R2 je novější plánovaná revize předchozí verze operačního systému Windows Server 2012 a má společné jádro a další součásti systému s Windows 8.1. Windows Server 2012 R2 je koncipován jako síťový serverový operační systém a je proto určen především pro nepřetržitý provoz aplikací a služeb. Jeho nástupcem je Windows Server 2016.

## Vydání
Windows Server 2012 R2 vydal Microsoft 18. října 2013 jako nástupce Windows Server 2012.
Všeobecná standardní podpora produktu byla ukončena dne 9. října 2018. Rozšířená podpora softwaru byla poskytována do 10. října 2023. 
Existuje možnost zakoupení balíku Extended Security Updated Year 3, který má poskytovat bezpečnostní aktualizace až do 13. října 2026.

## Edice
- Foundation,
- Essentials,
- Standard,
- Datacenter.[3]

Edice Standard a Datacenter jsou identické, liší se pouze licenčně, edice Datacenter má neomezený počet licencí pro virtuální prostředí.
Edice Essentials má shodné vlastnosti jako edice Standard, nebo Datacenter, ale obsahuje omezení na 25 uživatelů a 50 zařízení.

## Novinky ve Windows Server 2012 R2
- Windows PowerShell verze 4.
- Deduplikace VHD[4]
- Integrovaná podpora Office 365 pro edici Essentials.
- Automatická aktivace virtuálních strojů s edicí Datacenter.[5]
- návrat tlačítka Start (podobně jako ve Windows 8.1).
- Hyper-V: virtuální stroje verze 2, podporující UEFI.[4]
- Internet Information Services verze 8.5.
- Windows Deployment Services: podporována správa WDS skrze PowerShell.
- Windows Defender je ve výchozí konfiguraci vždy instalován, včetně varianty instalace Windows Server Core.
- Group Policy obsahuje nové vlastnosti a funkce.
- Podpora DirectX 11.1.[5]
- Role Essentials je k dispozici i v edicích Standard a Datacenter.
- Stupňované úložiště (Storage Tiering)[6]